# 全国智力运动会
中华人民共和国全国智力运动会，由国家体育总局主办，国家体育总局棋牌运动管理中心承办的全国性棋牌综合运动会。运动会设围棋、象棋、国际象棋、桥牌、五子棋、国际跳棋6项比赛。

## 第一届
第一届全国智力运动会由四川省体育局承办，将于2009年11月13日-23日在四川省成都市举行。
　　

## 第二届
第二届全国智力运动会由湖北省体育局承办，于2011年11月8日-18日在湖北省武汉市举行。

## 第三届
原定于在山东淄博举行的第三届全国智力运动会改为2015年9月12日在枣庄举行。

## 第四届
于2019年11月8-18日在浙江省衢州市举办。

## 第五届
2023年10月25日至11月4日在安徽省合肥市举行。